# لافونيا
لافونيا (بالإنجليزية: Lavonia, Georgia)‏ هي مدينة تقع في مقاطعة فرانكلين، جورجيا بولاية جورجيا في الولايات المتحدة. تبلغ مساحة هذه المدينة 10.1 (كم²)، وترتفع عن سطح البحر 260 م، بلغ عدد سكانها 2156 نسمة في عام 2010 حسب إحصاء مكتب تعداد الولايات المتحدة.

## وصلات خارجية
- Cities & Counties - Georgia.gov